# Gusendos de los Oteros
Gusendos de los Oteros es un municipio y villa española de la provincia de León, en la comunidad autónoma de Castilla y León. En el municipio también se encuentra la localidad de San Román de los Oteros.

## Demografía

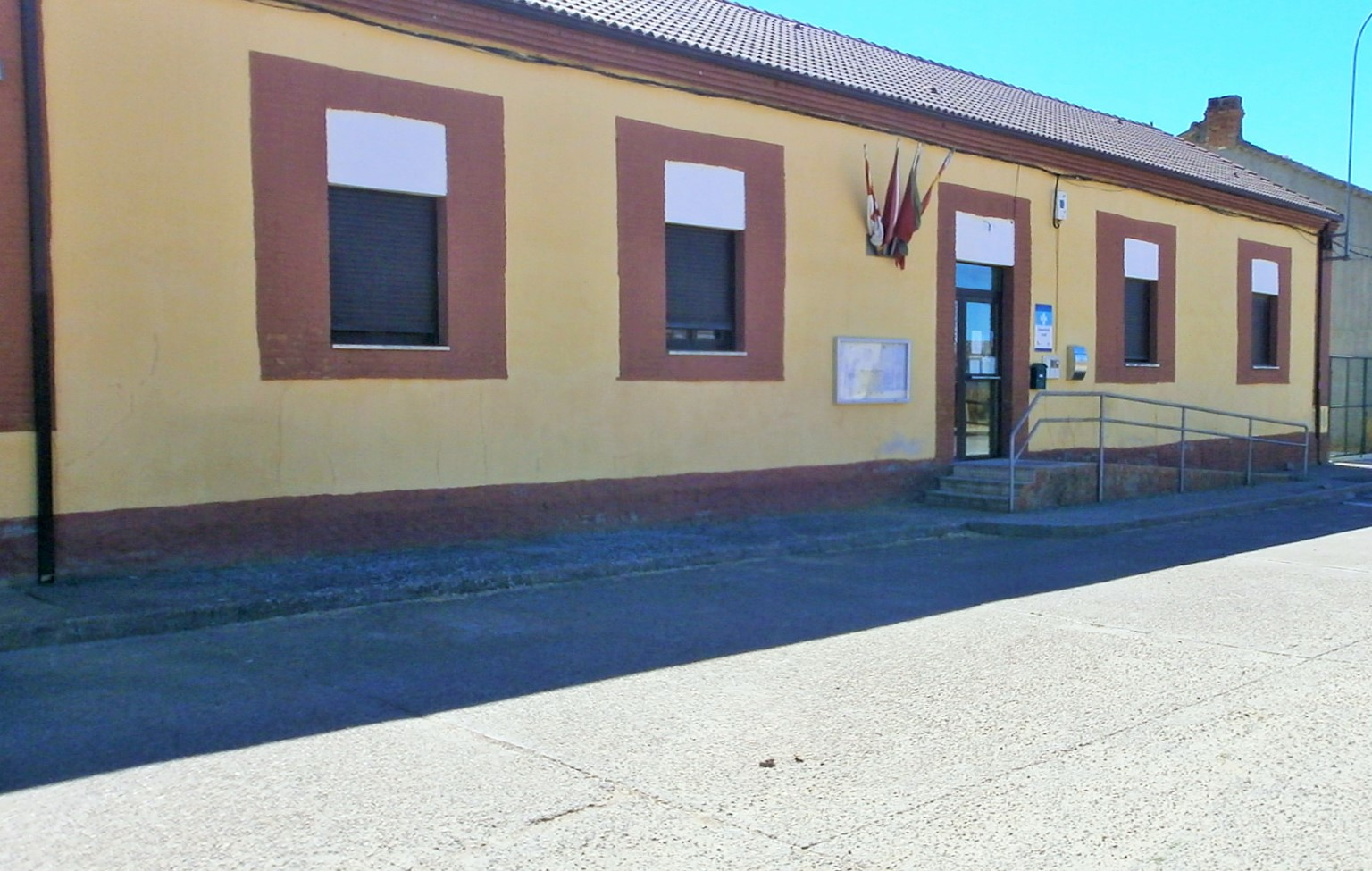
Casa consistorial

Cuenta con una población de 126 habitantes (INE 2024).
| Gráfica de evolución demográfica de Gusendos de los Oteros entre 1857 y 2021 |
| |
| Población de derecho según los censos de población del INE Población de hecho según los censos de población del INE Entre el censo de 1857 y el anterior aparece este municipio porque se segrega de Pajares de los Oteros |